# I Walk the Line
I Walk the Line – utwór Johnny’ego Casha, został nagrany 2 kwietnia 1956 w Memphis dla Sun Records. Producentem i reżyserem nagrania jest Sam Phillips. Piosenka ukazała się na wydanym w 1964 albumie I Walk the Line, a w późniejszym czasie dała tytuł biograficznemu filmowi o Cashu Walk the Line (w Polsce wyświetlanego pod tytułem Spacer po linie). „I Walk the Line” był pierwszym przebojem Casha, który w 1956 roku dotarł na szczyt listy Billboard Hot Country Songs.
Utwór opowiada o tym, że pomimo wielu pokus na trasie koncertowej Cash pozostaje wierny swojej ówczesnej żonie Vivian:

I find it very, very easy to be true
I find myself alone when each day is through
Yes, I’ll admit that I’m a fool for you
Because you’re mine
I walk the line.

(Nie jest mi trudno pozostać ci wiernym/Gdy dzień dobiega końca, a ja zostaję sam/Tak, przyznaję, jestem w tobie zakochany/Ponieważ jesteś moja/Ja nie schodzę w bok).
Unikatowy schemat harmoniczny w tym utworze został podobno zainspirowany kiedy Cash przypadkowo odwrotnie odtworzył źle ustawioną taśmę magnetofonową. W oryginalnej wersji tej piosenki Cash śpiewa każdą jej zwrotkę w innej tonacji i ostatnia zwrotka jest śpiewana o oktawę niżej niż pierwsza zwrotka – Cash był jednym z niewielu piosenkarzy którzy mogli bez problemu zejść do tak niskiego basu. W filmie „Spacer po linie” grającemu Casha Joaquinowi Phoeniksowi (który także śpiewa wszystkie piosenki w tym filmie) prawie udaje się zaśpiewać tę piosenkę tak jak oryginał. Pierwotnie Cash planował nagrać tę piosenkę jako powolną balladę, ale Sam Phillps przekonał go aby nagrać ją w szybszym tempie, co Cash zrobił pomimo pewnych sprzeciwów ze swojej strony.
W 2004 utwór został sklasyfikowany na 30. miejscu listy 500 utworów wszech czasów magazynu „Rolling Stone”.